# Starckdeutsch
Starckdeutsch ist eine 1972 von dem deutschen Maler und Dichter Matthias Koeppel erfundene Kunstsprache. Es wurde von Koeppel für parodistische Gedichte verwendet.

## Allgemeine Sprachmerkmale
Das starckdeutsche Vokabular beruht auf modernem Deutsch mit zahlreichen altertümelnden Formen (Paradeis, Äugelein), während der Lautstand unter anderem vom Mittelhochdeutschen, aber auch vom Niederdeutschen beeinflusst ist (z. B. schauwn zu mhd. schouwen „schauen“). Signifikante Merkmale des Starckdeutschen sind durchgängige phonetische Verstärkung und Verhärtung der Konsonanten (ck, ff, ßß), Konsonantenhäufung, exzessive Ablautung bzw. Diphthongierung und Dehnung der Vokale, Ausfall unbetonter Vokale sowie Reduplikation. Auch Satzzeichen treten manchmal gehäuft auf. Die Syntax nimmt sich gewisse Freiheiten, z. B. wiederum in Form von Reduplikation. Sie greift auch Konstruktionen auf, die im Standarddeutschen nur untergründig angelegt sind und in Dialekten beobachtet werden, etwa mehrfache Negation oder eine stärkere Rolle der Partikeln in trennbaren Verben. (Im zweiten Gedicht, das sich hier unten unter #Sprachbeispiele findet, sieht man ein Beispiel im drittletzten Vers, übersetzt: „dass sie auf zu bauen hören“ – vgl. hierzu Partikelverb #Trennung im Satz (dort am Ende des Abschnitts).)
Da das Starckdeutsche keine konstruierte Sprache ist, sondern ein künstlerisches Spiel mit der Sprache, gelten für Phonetik und Orthographie keine festen Regeln. Das Starckdeutsche ist durch seinen vokalkräftigen und konsonantenverstärkten Charakter weniger zum stillen Lesen als zum lauten Vortrag von Gedichten geeignet.

## Sprachpflege
Der österreichische Dirigent und Chansonnier Hans Karl Gruber singt starckdeutsche Lieder.
Auch das Vokalensemble Berliner Hymnentafel ist für seine starckdeutschen Lieder in Zusammenarbeit mit Matthias Koeppel bekannt.
Der Kabarettist und Musiker Andreas Martin Hofmeir hat Schmähgedichte in seinem Buch Hundsgemeine Instrumentenkunde zum Teil auf Starckdeutsch verfasst, die er auch während seines Programms Kein Aufwand! Teil 2 – Die letzten Jahre rezitiert.

## Sprachbeispiele
Hullondüsche Tumautn

Harrlüch! – dönckst tu, gauffßt die rauten

Glantzind pfröschn Totumauten.

Duch peim Ößßn marckstde dunn,

dißß monn gurnüxx tschmarckn kunn;

Sünd’z nonn Gorcken, sünd’z Tumautn, –

Üst öss garr oin Heunarbrautn,

pfrösch oss Hullondt ümmporturt?

Hart monn düch woll arnngeschmuurt?
Überregional bekannt wurde er durch sein Gedicht zur Misere der deutschen Architektur:
Arr, di Arr; di Arrckitucktn –

jarr, di sünd tautul pfarrucktn.

Pauhn onz euburoll Quaduren,

vo se gurrnücht henngehuren.

Vn demm Hurz büsz ze denn Ullpn

snd di Häusur steitz di sullpn.

Duch di Arrckitucktn tschumpfn:

Onzre Pauhörrn snd di Tumpfn!

Olle zullte mon kastruren,

düßße auff ze pauhin huren;

odur stott ünn rachtn Winkuln

se dönn pauhin, wi se pinkuln.

## Starckdeutsche Literatur (Auswahl)
- Matthias Koeppel: Starckdeutsch. Sämtliche Gedichte. Berlin: Edition Kleber, Berlin 1981
- Matthias Koeppel: Starckdeutsch II. Berlin: Edition Kleber, Berlin 1982
- Matthias Koeppel: Starckdeutsch. Oine Orrswuuhl dürr schtahurcköstn Gedeuchten. Klaus Wagenbach, Berlin 1983, ISBN 3-8031-2094-2
  - Lizenzausgabe: Starckdeutsch. Eine Auswahl der stärksten Gedichte. Fischer Taschenbuch Verlag, Frankfurt 1993 ISBN 3-596-11011-4
- Matthias Koeppel: Koeppels Tierleben in Starckdeutsch. Klaus Wagenbach, Berlin 1991